# Бджолина матка (казка)
«Бджолина матка» (нім. Die Bienenkönigin) — казка, опублікована братами Грімм у збірці «Дитячі та сімейні казки» (1812, том 1, казка 62). Згідно з класифікацією казкових сюжетів Аарне-Томпсона має номер 554: «Вдячні звірі».

## Сюжет
Двоє королевичів вирушили на пошуки пригод, а скільки вони довго не поверталися додому, то третій, наймолодший, якого зневажливо називали Дурником, пішов шукати своїх братів. Знайшовши їх, вони усі троє пішли далі. Під час своєї подорожі брати спочатку на мурашник, зграю качок і, нарешті, бджолине дупло, повний бджіл. Кожного разу старші брати хотіли нашкодити тваринам, яких зустрічали, але Дурник просив не чіпати їх.
Якось брати прийшли до зачарованого замку, у якому жив сивий чоловічок, від якого дізналися, що вони можуть розчарувати замок, якщо виконають три завдання. Якщо їм це не вдасться, то вони перетворяться в камінь.
Перше завдання полягало в тому, щоб визбирати з-під моху біля замку тисячу перлів королівни, другим — витягти з озера ключ від спальні королівни, а третє — вгадати, яка з трьох сплячих доньок короля наймолодша.
Старші брати не впорались з завданням і перетворилися на каміння. Дурнику ж вдалося це зробити за допомогою своїх друзів, яким одного разу сам допоміг: мурашки допомогли йому відшукати перли, ключові в озері знайшли качки, а визначити наймолодшу королівну допомогла йому бджолина королева. Завдяки Дурнику всі в замку прокинулися від сну, і ті, хто обернувся на камінь, знову набули людської подоби, серед яких були і його брати. Дурник та обидва його брати одружилися з королівнами й жили довго і щасливо.